# Pedro Febles
Pedro Juan Febles González (ur. 18 kwietnia 1958 w Santa Cruz de Tenerife, zm. 14 grudnia 2011 w Caracas) – wenezuelski piłkarz, grający na pozycji pomocnika lub napastnika, trener piłkarski.

## Kariera piłkarska

### Kariera klubowa
W 1979 rozpoczął karierę piłkarską w Deportivo Italia. Potem występował w klubach Deportivo Galicia, Atlético San Cristóbal i Marítimo Caracas, gdzie zakończył karierę w roku 1989.

### Kariera reprezentacyjna
W latach 1979–1989 bronił barw reprezentację Wenezueli.

## Kariera trenerska
Karierę szkoleniowca rozpoczął w 1993 roku. Do 1999 z przerwami pracował z Caracas FC. Od 1995 do 1996 trenował Deportivo Italia. W 1997 prowadził Estudiantes Mérida.
14 grudnia 2011 zmarł w wieku 53 lat.

## Sukcesy i odznaczenia

### Sukcesy piłkarskie
Marítimo Caracas
- mistrz Wenezueli (2): 1987/88, 1989/90

### Sukcesy trenerskie
Caracas FC
- mistrz Wenezueli: 1994/95
- zdobywca Pucharu Wenezueli: 1994